# Bataille de Genalé Dorya
Seconde guerre italo-éthiopienne 
 Front sud
Batailles
Front septentrional
- Invasion de l’Abyssinie
- Offensive de Noël
- 1re Tembén
- Amba Aradom
- 2e Tembén
- Shiré
- Maychew
- Marche de la volonté de fer

Front méridional
- Qorahe
- Genalé Dorya
- Ogaden

La bataille de Genalé Dorya se déroule du 12 au 20 janvier 1936 entre l'Empire éthiopien et le royaume d'Italie. L'affrontement s'achève par une victoire italienne et la retraite du ras Desta Damtew.